# Huron-Ouest
Pour les articles homonymes, voir Huron (homonymie).
Huron-Ouest fut une circonscription électorale fédérale de l'Ontario, représentée de 1882 à 1917
La circonscription d'Huron-Ouest a été créée en 1882 avec des parties d'Huron-Centre, d'Huron-Nord et d'Huron-Sud. Abolie en 1914, elle fut fusionnée avec Huron-Est pour former Huron-Nord et Huron-Sud.

## Géographie
En 1882, la circonscription de Huron-Ouest comprenait :
- Les cantons d'East Wawanosh, West Wawanosh, Ashfield, Colborne et Goderich
- Les villes de Goderich et de Clinton

En 1903, la circonscription perdit le canton d'East Wawanosh pour celui de Hullett.

## Députés
1. 1882-1887 — Malcolm Colin Cameron, PLC
2. 1887-1891 — Robert Porter, L-C
3. 1891-1892 — Malcolm Colin Cameron, PLC (2)
4. 1892-1895 — James Colebrooke Patterson, CON
5. 1896-1898 — Malcolm Colin Cameron, PLC (3)
6. 1899-1904 — Robert Holmes, PLC
7. 1904-1917 — Edward Norman Lewis, CON

- CON = Parti conservateur du Canada (ancien)
- L-C = Parti libéral-conservateur
- PLC = Parti libéral du Canada